# 埼玉県民共済住宅
埼玉県民共済住宅（さいたまけんみんきょうさいじゅうたく）とは、埼玉県民共済（埼玉県民共済生活協同組合）の全額出資子会社であり、埼玉県民共済の組合員（加入者）を対象に、非営利での住宅建設事業を行っている。共済加入者を対象に住宅建設事業を行っている都道府県民共済は、全国で埼玉県民共済だけである。

## 低コストの理由
- 非営利: 組織形態は株式会社であるが、営利を目的としていない。県民共済住宅の場合、「非営利」とは、株主である埼玉県民共済に対しての配当金を支払いを求められていない、ということである。通常の営利企業の場合、商品の販売価格には原材料費、人件費、広告費などの費用に加え、株主への配当の原資とするための利潤が上乗せされている。しかし、県民共済住宅は、配当を支払うことを株主に求められていない。このため、低価格で住宅を提供できる。
- 営業費をかけない: モデルハウスを作らない、テレビ・ラジオ等でCMを流さない、営業を配置しない等により、営業費用を抑えている。
- 現金一括大量仕入: 現金仕入、大量仕入により、仕入れコストを抑えている。
- 材工分離: 県民共済住宅が低コストで仕入れた建材を用いて、外部の請負業者が施工を実施する方式である。施工業者が建材にマージンを上乗せすることがないため、販売価格を抑えることができる。
- 努力: コンピュータを活用するなどして、業務を効率化している。